# Villarta
Villarta község Spanyolországban, Cuenca tartományban. Villarta Villalpardo és Iniesta községekkel határos. Lakosainak száma 847 fő (2024).

## Népesség
A település népessége az utóbbi években az alábbiak szerint változott:
| Lakosok száma | 940  | 820  | 909  | 935  | 972  | 1300 | 1340 | 793  | 808  | 847  |
|               | 2001 | 2004 | 2006 | 2009 | 2011 | 2014 | 2016 | 2019 | 2021 | 2024 |